# 佐藤政男
佐藤 政男（さとう まさお、1949年1月2日 - 1977年4月25日）は、日本の元騎手。

## 経歴
馬事公苑花の15期生の一人であり、柴田政人・岡部幸雄・福永洋一・伊藤正徳と同期である。
1968年3月2日の中山第9競走5歳以上120万下・ミスタマガワ（10頭中8着）で初騎乗を果たし、6月29日の東京第4競走4歳未勝利・フドウヒカリで初勝利を挙げる。10月6日の東京では初の1日2勝を挙げ、1年目の同年には初の2桁勝利となる10勝をマーク。
3年目の1970年には9月20日の新潟で初の1日3勝を挙げるなど20勝、1971年には「アラブのダービー」といわれた読売カップ（春）をタツノヒカリで制し自身唯一の重賞勝ちを挙げるなど14勝をマーク。
1972年にはアラブ王冠で16頭中10番人気のタツノヒカリを2着、1973年にはクモハタ記念でタツノエイカンをメジロムサシ・ホワイトフォンテンを抑えての3着に導いた。
1974年には優駿牝馬でハナミズキに騎乗し、中団から後方に下がり、勝ったトウコウエルザから13秒も遅れて最下位25着に終わったが、レース後に皮一枚を残して骨折していたことが分かった。
1974年のオールカマーではタカジョーをナスノチグサ・イナボレス・オンワードガイを抑えてイチフジイサミの4着に導いたが、同年は自己最低の5勝に終わる。
1975年から1976年にかけてはキリグリマの全10戦に騎乗し、5勝中3勝はダート1200m戦でコースレコードを記録。デビュー4連勝を狙った1975年7月27日の札幌第7競走短距離ステークスではサクライワイの4着で初敗戦を喫すが、1976年5月2日の東京第7競走5歳以上オープンでは約1年の休養から復帰したテスコガビーを抑えて勝利するが、キリグリマにとって最後の勝利となった。
1976年は6年ぶりの20勝台で自己最多の22勝をマークし、作家の寺山修司は後に著書の中で「見ていてもスカッとする騎乗ぶりで、好きな騎手の一人」と書いている。
生前は「努力と信念」を座右の銘とし、時々「夜霧よ今夜も有難う」を口ずさみ、レースでは逃げが得意で落ちないのが自慢という騎手であったが、1977年3月20日の中山第9競走5歳以上900万下・ユウゴールドが最後の勝利となった。
同年4月24日の東京第5競走4歳300万下でライバハクリュウに騎乗した際、気性の激しい同馬が鞍がズレていたのに気付かず、最後まで手綱を持っていたため鞍から滑って腹に回り、蹴られた転げ落ちたところを後続馬にも蹴られた。もんどりうって芝に叩き付けられるという壮絶な落馬となり、病院に搬送後は手術を受けたが治る見込みはなく、昏睡状態で意識は戻らず、翌25日に死去。27歳没。
15期生では1969年の石井正善に次いで2人目の殉職者となった。
落馬当日は息子の誕生日で、結婚3年目で第二子を妊娠中の妻に「ケーキを買って帰る」と電話を入れた後に騎乗。妻は普段の騎乗日なら自動車で観戦に行くところを同日はマンションで子供と遊んでおり、デパートで買い物をしていた留守に入った電話で落馬を知った。驚いて病院に駆け付けた時には手術が終わっていて、佐藤の死去後は千葉県市川市で2人の息子と暮らした。

## 騎手成績
| 通算成績 | 1着 | 2着 | 3着 | 4着以下 | 出走回数 | 勝率 | 連対率 |
| -------- | --- | --- | --- | ------- | -------- | ---- | ------ |
| 計       | 126 | 146 | 142 | 1197    | 1611     | .078 | .185   |

主な騎乗馬
- タツノヒカリ（1971年読売カップ (春)）